# شزندرة مبرعمة
شزندرة مبرعمة (الاسم العلمي: Schisandra perulata) هي نوع نباتي يتبع جنس الشزندرة من فصيلة الشزندرية.